# フューチャービーンズ〜みらい豆
『フューチャービーンズ〜みらい豆』（フューチャービーンズ みらいず）は、2004年10月3日から2005年4月3日まで、毎日放送テレビ（MBSテレビ）と共同テレビの共同製作により、TBS系列で放送されていた情報バラエティ番組である。放送時間は、毎週日曜7:00 - 7:30(JST) 。

## 概要
前番組『ブリンぶりん家』と同じく青木さやかがMCを務めた。本番組は、なりたい職業にスポットライトをあて、その職業についての情報とこれから夢を持ち続けようとする子供たちとのトークセッション。また、前番組と同様にアニメのコーナーを随所に挟み、放送された。
最終回の声優特集では、後番組の『交響詩篇エウレカセブン』でレントン・サーストン役を演じた三瓶由布子をスタジオゲストに招き、同作の番宣が行われた。

## スタッフ
- ナレーション : 柚木涼香
- 構成 : 樋口卓治、木村仁、たむらようこ
- プロデューサー : （共同テレビ）松原憲郎、（毎日放送）高橋俊博、天鷲裕到
- チーフプロデューサー : 竹田青滋（毎日放送）
- 製作 : 共同テレビ、毎日放送テレビ

## 番組内アニメ
- のってけエクスプレッツ
- ポストペットモモ便
- スウィート・ヴァレリアン
- カレーの国のコバ〜ル（キッズステーションで放映された再放送でオンエア）
- おれたちイジワルケイ[1]